# 選択律
物理学や化学における選択律（せんたくりつ、または選択則、選択規則）とは、2つの量子状態間の遷移が許される（許容である）か禁じられているか（禁制であるか）を簡潔に示した規則のことである。

## 遷移確率
ある量子状態i に相互作用{\displaystyle {\hat {H}}'}が働くと、別の量子状態f への遷移が可能となる。相互作用が小さい場合は、その遷移確率Wi→f がフェルミの黄金率で表される。
{\displaystyle W_{i\rightarrow f}={\frac {2\pi }{\hbar }}|\langle f|{\hat {H}}'|i\rangle |^{2}\delta (E_{f}-E_{i})}
よって行列要素{\displaystyle \langle f|{\hat {H}}'|i\rangle }が値をもつかどうかで、その遷移が可能であるかどうかが決まる。

## 電子遷移
電子の光吸収や発光は、電子光子相互作用によって起こる1光子過程である。この1光子過程の相互作用は、電気双極子遷移 (E1) の項、磁気双極子遷移 (M1) の項、電気四極子遷移 (E2) の項などの和として表すことができる。

### 電気双極子遷移の選択律
ウィグナー＝エッカルトの定理を使って次のような選択律が得られる。
{\displaystyle \Delta j=0,\pm 1}
{\displaystyle \Delta m=0,\pm 1}
しかし次のような場合は例外的に禁制である。
{\displaystyle j'=0\to j=0}
{\displaystyle m'=0\to m=0\quad (\Delta j=0)}
さらにLS結合を仮定すると、次のような選択律になる。
{\displaystyle \Delta L=0,\pm 1}
{\displaystyle \Delta S=0}
しかし次のような場合は例外的に禁制である。
{\displaystyle L'=0\to L=0}
これをそれぞれラポルテ選択律、スピン選択律と呼ぶ。
ラポルテ選択則
電気双極子遷移は、量子状態のパリティ（偶奇性）が遷移前後で変化しなければならない。
スピン選択則
遷移の前後で、スピン多重度が同じでなければならない。

### 磁気双極子遷移の選択律
電気双極子遷移のときと同様に、ウィグナーエッカルトの定理を使って次のような選択律が得られる。
{\displaystyle \Delta l=0}
{\displaystyle \Delta j=0,\pm 1}
{\displaystyle \Delta m=0,\pm 1}
しかし次のような場合は例外的に禁制である。
{\displaystyle j'=0\to j=0}
{\displaystyle m'=0\to m=0\quad (\Delta j=0)}
さらにLS結合を仮定すると、次のような選択律になる。
{\displaystyle \Delta L=0,\pm 1}
{\displaystyle \Delta S=0}
{\displaystyle \Delta J=0,\pm 1}

### 電気四極子遷移の選択律
電気双極子遷移のときと同様に、ウィグナーエッカルトの定理を使って次のような選択律が得られる。
{\displaystyle \Delta l=0,\pm 2}
{\displaystyle \Delta j=0,\pm 1,\pm 2}
{\displaystyle \Delta m=0,\pm 1,\pm 2}
しかし次のような場合は例外的に禁制である。
{\displaystyle j'=0\to j=0}
{\displaystyle j'=1/2\to j=1/2}
{\displaystyle j'=0\to j=1}
さらにLS結合を仮定すると、次のような選択律になる。
{\displaystyle \Delta L=0,\pm 1,\pm 2}
{\displaystyle \Delta S=0}

## 振動スペクトル
赤外分光法では、振動によって電気双極子モーメント{\displaystyle \mu }が変化することが許容条件である。
ラマン分光法では、振動によって分極率が変化することが許容条件である。